# Ivan Jesse Kujundžić
Ivan Jesse Kujundžić (Subotica, 23. listopada 1842. – Subotica, 17. travnja 1903.) je bački hrvatski književnik. Bio je svećenik iz reda franjevaca.
Rodio se u uglednoj subotičkoj obitelji Kujundžić koja je dala niz društvenih radnika (Nikola Kujundžić, Radoslav Kujundžić, Efrem Stipan Kujundžić, Ivan Kujundžić,Pavao Kujundžić) iz Mišakove grane.
Zaredio se 1873. godine. Prvu je misu otpjevao 1903. godine. Dvanaest je godina predavao filozofiju i bogoslovlje.
Bio je gvardijanom i kroničarem franjevačkog samostana u Subotici.
 Pisao je za subotičke listove Neven i Danicu pod pseudonimom Brajanović i Stari Rodoljub.
Njegov značaj kao kroničara je taj što je primjenjivao hrvatski pravopis pri pisanju hrvatskih imena u samostanskoj kronici, a dok govor Hrvata iz Subotice ne naziva ilirskim ili dalmatinskim imenom (u 19. st. se subotički Hrvati sebe nazivaju i Dalmatincima), nego rabi izraz lingua croatica. 

Sukladno takvom svom pristupu u kronikama, tako je nastupao i u javnom životu, zalagajući se za prava hrvatskog naroda u Subotici.
Svojim djelima je ušao u antologiju proze bunjevačkih Hrvata iz 1971., sastavljača Geze Kikića, u izdanju Matice hrvatske.
Kujundžićev je grob jedinstveni jezični spomenik svog vremena, posebice zbog teksta na njemu, jer je spomenikom pravopisa i hrvatskog jezika kojim se onodobno govorilo u Subotici, a grad Subotica piše se imenom Subatica, kako ga tamošnji Hrvati zovu. Nalazi se na subotičkom Groblju svetoga Petra i Pavla (Bajsko groblje – crkveni dio). Ivan Jesse Kujundžić je u velikoj obiteljskoj grobnici u kojoj osim njega počivaju gimnazijalac Josip Matković, Albe Kujundžić i Roza Jaramazović. Pored jezične, spomenik kao građevina ima umjetničku vrijednost. Nad grobnicom su tri piramide od crnog granita, a na samoj grobnici jedna spomen–ploča. Na piramidama je na svim četirima stranama uklesan opširan i zanimljiv tekst koji govori o pokojnicima i o vjeri tugujućih. Cijeli ovaj spomenik resi lijepa ograda i nosač za svjetiljku koji je iskovan od kovanog željeza. Tekst koji se odnosi na Ivana Jesseja glasi: Ovde sniva vični sanak otac Ivan Jesse Kujundžić svećenik Reda sv. Franje, bivši guardijan subatičkog franjevačkog samostana. Zaregjen je svećenikom g. 1873. Prvu svetu misu otpiva u Subatici iste godine dne 8. prosinca, umro je 17. travnja 1903. u 55oj godini godini života svoga, a pokopan je 19. travnja licem na Mladi Uskrs. te uza nj spomen molitva Nerazdiljivo prisveto Trojstvo smiluj se ljubeznom pokojniku! Sveti Franjo Assiski i sveti Antune Padovanski molite za dušu vašega suredovnika. Veliki Bože primi ga megju odabrane tvoje amen. Na ovoj je grobnici dokumentiran Ilija Kujundžić, ujak i skrbnik mladog pokojnika, gdje se javlja u ulozi izvršitelja oporuke i postavitelja nadgrobnog spomenika, a poslije je ovdje i pokopan.

## Vanjske poveznice
- [neaktivna poveznica]
- HNV Iznad žita nebo (velika *.pdf datoteka)